# Morpho menelaus
Il morfo blu (Morpho menelaus, (Linnaeus, 1758)) è un lepidottero appartenente alla famiglia Nymphalidae, diffuso in America centrale e meridionale.

## Etimologia
Il nome della farfalla deriva da Menelao, il re dell'antica Sparta.

## Descrizione

### Adulto

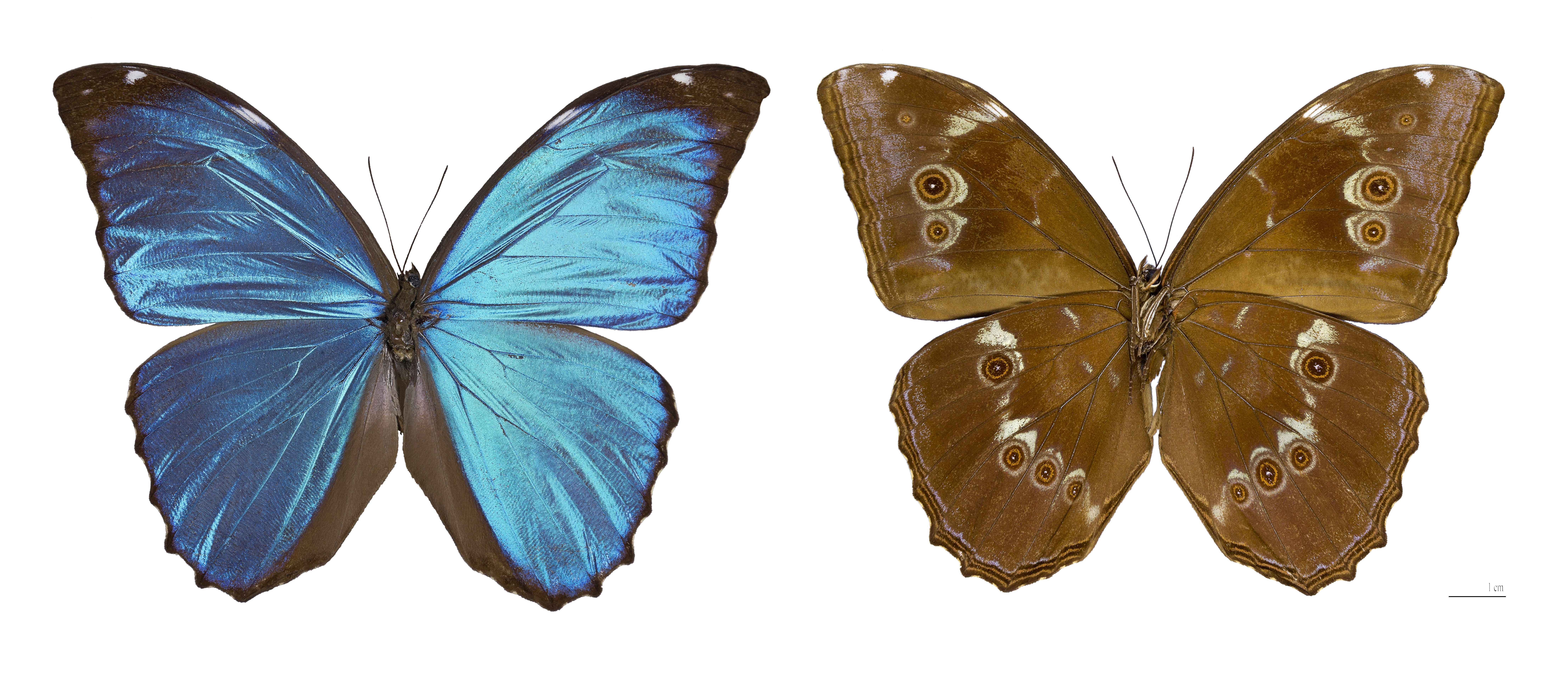
Vista dorsale e ventrale

Questa specie ha ali di un blu metallico iridescente; le femmine, al contrario dei maschi, hanno un'ampia fascia terminale nera, con macchie bianche. I maschi adulti hanno colori più vivaci.

Ha un'apertura alare di 15 cm.

### Larva
La larva si nutre di piante durante la notte; essa è di color marrone-rosso con macchie giallo-verdi o gialle. Le larve sono anche fortemente cannibali.

### Colorazione
La particolare colorazione blu di queste farfalle è dovuta alla particolare conformazione superficiale delle sue ali. Le ali di questo lepidottero sono infatti un esempio di materiale gerarchico, il quale attraverso una serie di interferenze create da una struttura frattale riesce a annullare tutte le lunghezze d’onda ad esclusione di quella che consideriamo blu. Questo fenomeno è comune anche ad altri animali ed è pressoché il solo caso in cui è possibile vedere il colore blu in natura, non essendovi pigmenti naturali di tale colore.

## Biologia

### Comportamento
È una specie che vola molto velocemente.

### Alimentazione
La farfalla adulta si nutre bevendo il succo da frutta marcia con la lunga spirotromba. La farfalla ha sensori tattili sulle zampe e percepisce le sostanze chimiche presenti nell'aria grazie alle antenne. Si ciba anche dei fluidi corporei di animali morti e di funghi; ciò la rende importante per la dispersione delle spore dei funghi.

## Distribuzione e habitat
Le farfalle del genere Morpho si trovano in Messico, in Brasile, Costa Rica, Panama e Venezuela. Esse dimorano nelle zone riparate della foresta e raramente nelle zone aperte.

## Tassonomia

### Sottospecie
Sono state riconosciute ventuno sottospecie:
- Morpho menelaus amseli (Weber, 1963)
- Morpho menelaus chlorophorus (Rousseau-Decelle, 1935)
- Morpho menelaus innocentia (Ribeiro, 1931)
- Morpho menelaus mattogrossensis (Talbot, 1928)
- Morpho menelaus melanippe (Nutler, 1866)
- Morpho menelaus mineiro (Fruhstorfer, 1907)
- Morpho menelaus naponis (Le Cerf, 1925)
- Morpho menelaus nestira (Hübner, 1816/24)
- Morpho menelaus nestirina (Le Cerf, 1925)
- Morpho menelaus niger (Weber, 1951)
- Morpho menelaus occidentalis (Felder, 1862)
- Morpho menelaus offenbachi (Bryk, 1953)
- Morpho menelaus orinocensis (Le Moult, 1925)
- Morpho menelaus ornata (Fruhstorfer, 1913)
- Morpho menelaus pulchra (Le Cerf, 1933)
- Morpho menelaus pulverosa (Le Cerf, 1925)
- Morpho menelaus purpureotinctus (Rousseau-Decelle, 1935)
- Morpho menelaus sapphirus (Le Cerf, 1925)
- Morpho menelaus tenuilimbata (Fruhstorfer, 1907)
- Morpho menelaus terrestris (Butler, 1866)
- Morpho menelaus verae (Weber, 1951)

### Sinonimi
Sono stati riportati tre sinonimi:
- Morpho alexandra (Hewitson, 1863)
- Morpho maxima (Strand)
- Papilio nestor (Linnaeus, 1758)

## Nella cultura di massa
- Il Morfo blu è apparso nel film britannico-canadese del 2004 The Blue Butterfly, con William Hurt.
- Nell'episodio 43 dell'anime Yu-Gi-Oh! Zexal, Hart cattura un Morfo blu, che poi libera.
- Il Morfo blu compare nel videogioco Life Is Strange durante alcune cutscene
- Il Morfo blu è apparso nel film Papillon
- Il Morfo blu è un insetto catturabile nei videogiochi di Animal Crossing

## Galleria d'immagini

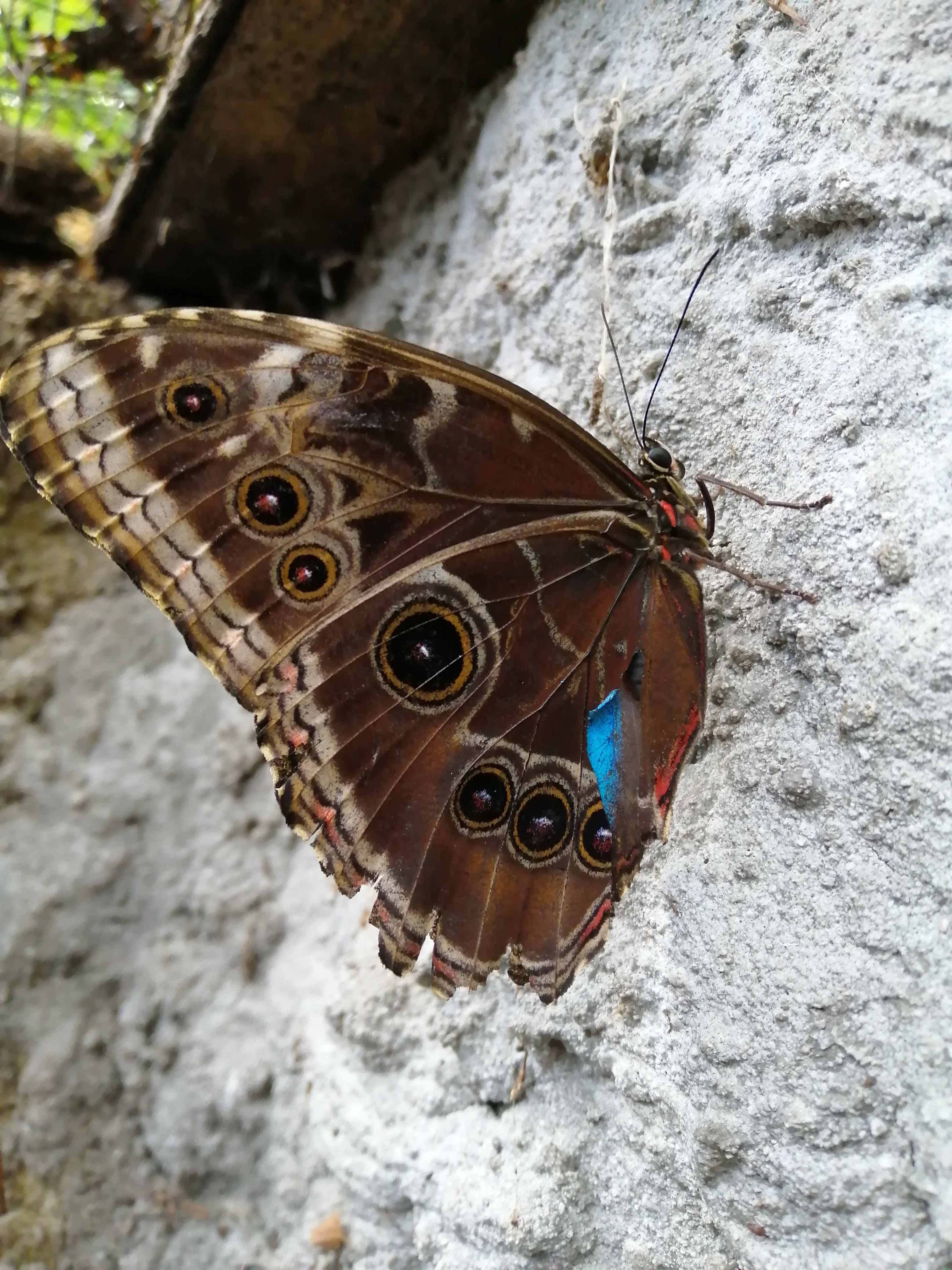
Morfo blu con le ali chiuse
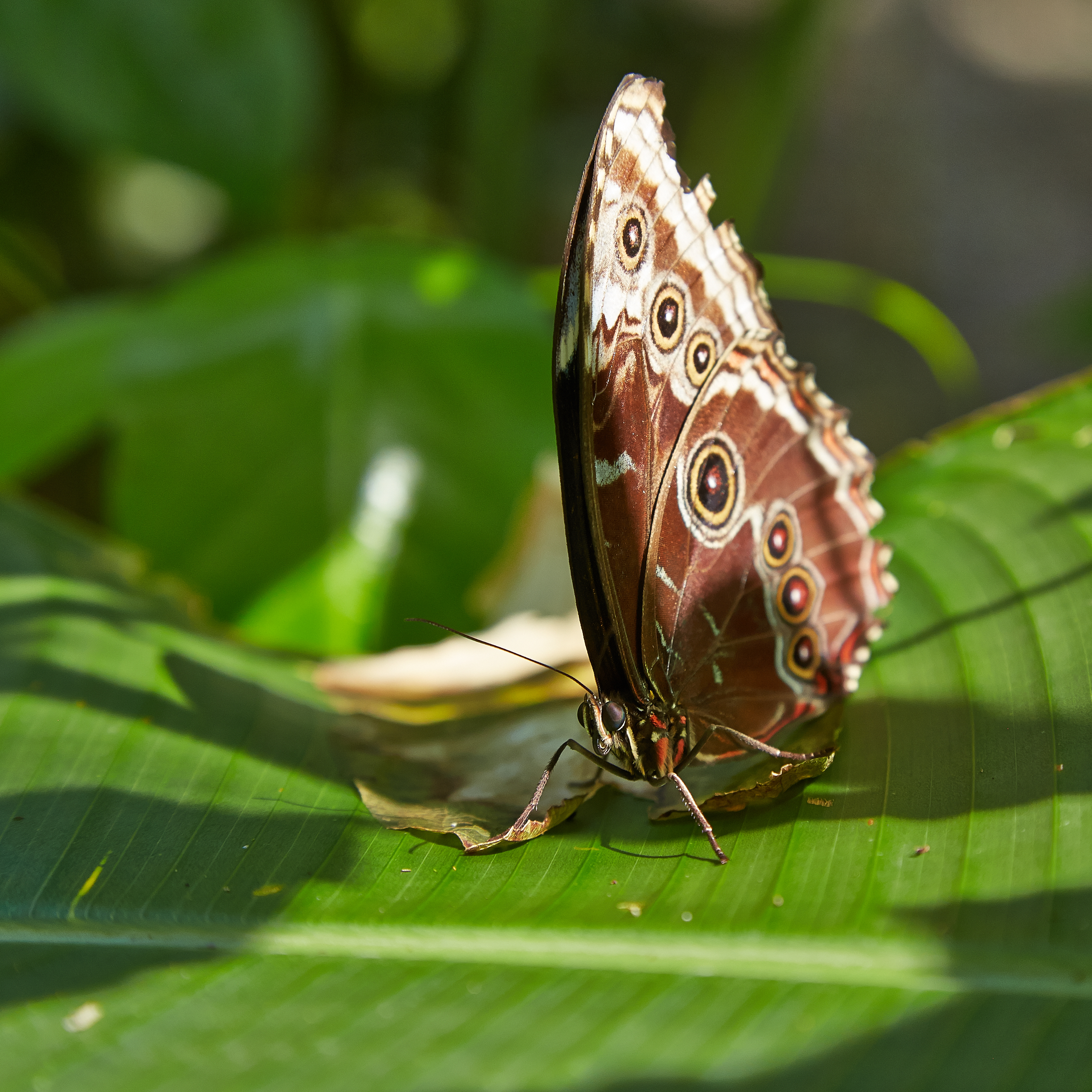
Morfo blu con le ali chiuse
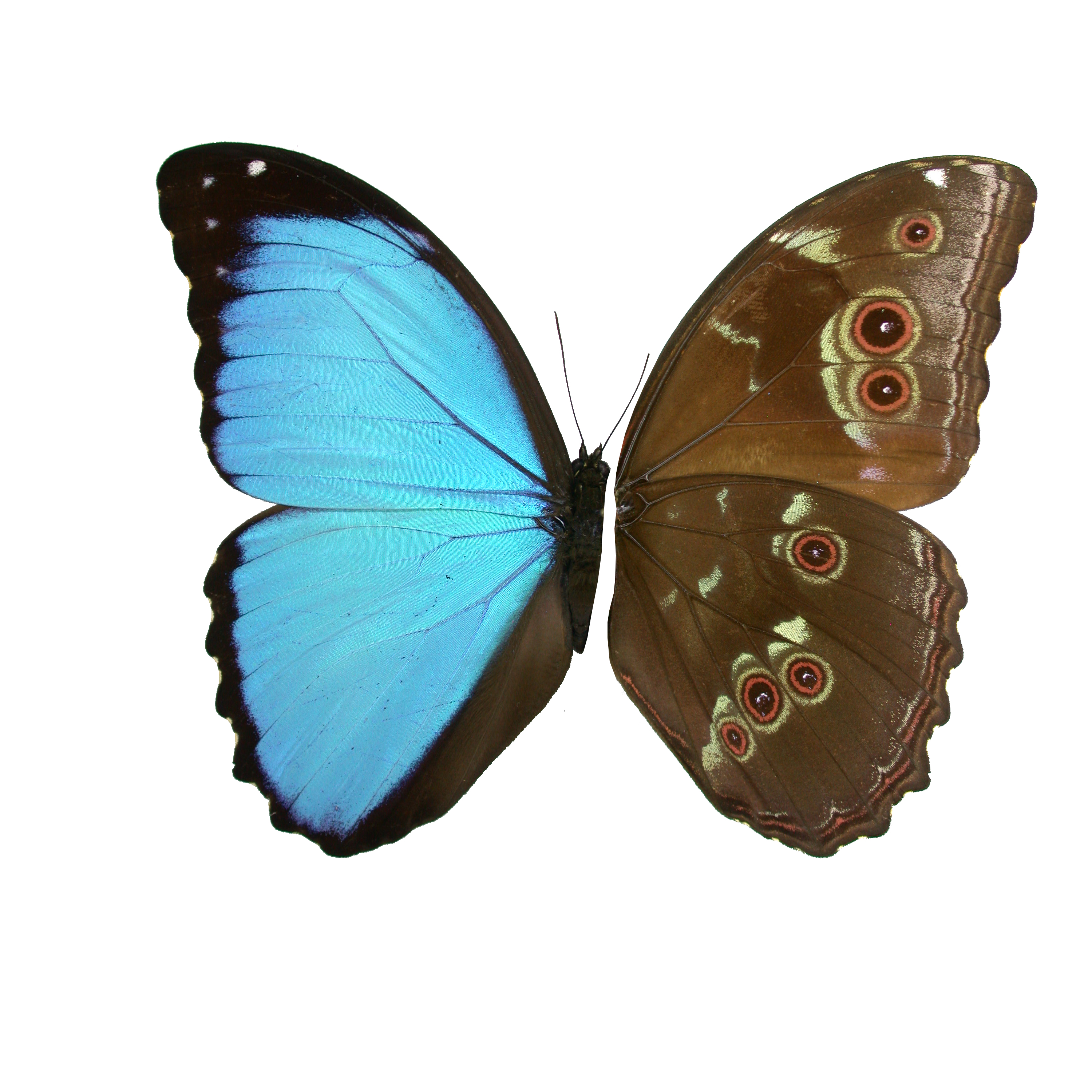
Morfo blu, comparazione ali